# John Lewis Heilbron
John Lewis Heilbron (San Francisco, 17 marzo 1934 – Padova, 5 novembre 2023) è stato uno storico statunitense.

## Biografia
Negli anni sessanta Heilbron è stato studente di Thomas Kuhn, nel periodo in cui questi stava scrivendo La struttura delle rivoluzioni scientifiche. Oggi è rinomato per i suoi studi in  storia della fisica e storia dell'astronomia ed è stato professore di storia e vice-cancelliere emerito della Università della California - Berkeley, ricercatore presso il Worcester College di Oxford, e professore alla Università Yale e al California Institute of Technology, oltre che membro dell'Accademia reale svedese delle scienze . Per venticinque anni è stato l'editore della rivista accademica Historical Studies in the Physical and Biological Sciences.

## Libri
- 2013: Love, Literature, and the Quantum Atom, with Finn Aaserud Oxford University Press. ISBN 9780199680283
- 2010: Galileo, Oxford University Press. ISBN 0-19-958352-8. Traduzione italiana: Galileo.Scienziato e umanista, Einaudi 2013.
- 2003: The Oxford Companion to the History of Modern Science (ed.), Oxford University Press. ISBN 0-19-511229-6.
- 2003: Ernest Rutherford and the Explosion of Atoms, Oxford Portraits in Science, Oxford University Press. ISBN 0-19-512378-6.
- 2000: The Dilemmas of an Upright Man: Max Planck and the Fortunes of German Science, Harvard University Press. ISBN 0-674-00439-6.
- 1999: The Sun in the Church: Cathedrals as Solar Observatories. Harvard University Press. ISBN 0-674-85433-0. 2001 paperback: ISBN 0-674-00536-8.
- 1999: Electricity in the 17th and 18th Centuries: A Study of Early Modern Physics. Dover Publications. ISBN 0-486-40688-1.
- 1997: Geometry Civilized: History, Culture, Technique. Oxford University Press. ISBN 0-19-850078-5. 2000 paperback: ISBN 0-19-850690-2.
- 1989: Lawrence and His Laboratory: A History of the Lawrence Berkeley Laboratory, with Robert W. Seidel. University of California Press. ISBN 0-520-06426-7.
- 1979: Electricity in the 17th and 18th Centuries: A Study of Early Modern Physics, University of California Press. ISBN 0-520-03478-3.
- 1974: H. G. J. Moseley: The Life and Letters of an English Physicist, 1887-1915, University of California Press. ISBN 0-520-02375-7.

## Onorificenze
- 2000: Laurea honoris causa dell'Università degli Studi di Pavia.
- 2006: Abraham Pais Prize for History of Physics, un premio assegnato congiuntamente dalla American Physical Society e dall'American Institute of Physics.
- 1993: George Sarton Medal della History of Science Society.
- 1988: Laurea honoris causa dell'Università di Bologna.